# Eartha Kitt
Eartha Mae Kitt (née le 17 janvier 1927 à North en Caroline du Sud, et morte le 25 décembre 2008 à Weston dans le Connecticut), surnommée « Miss Kitt », est une danseuse, chanteuse de variétés, de comédies musicales et de jazz, actrice de théâtre et de cinéma américaine.
Elle fut qualifiée de « the most exciting woman in the world » (la femme la plus palpitante du monde) par Orson Welles.

## Biographie

### Jeunesse et formation

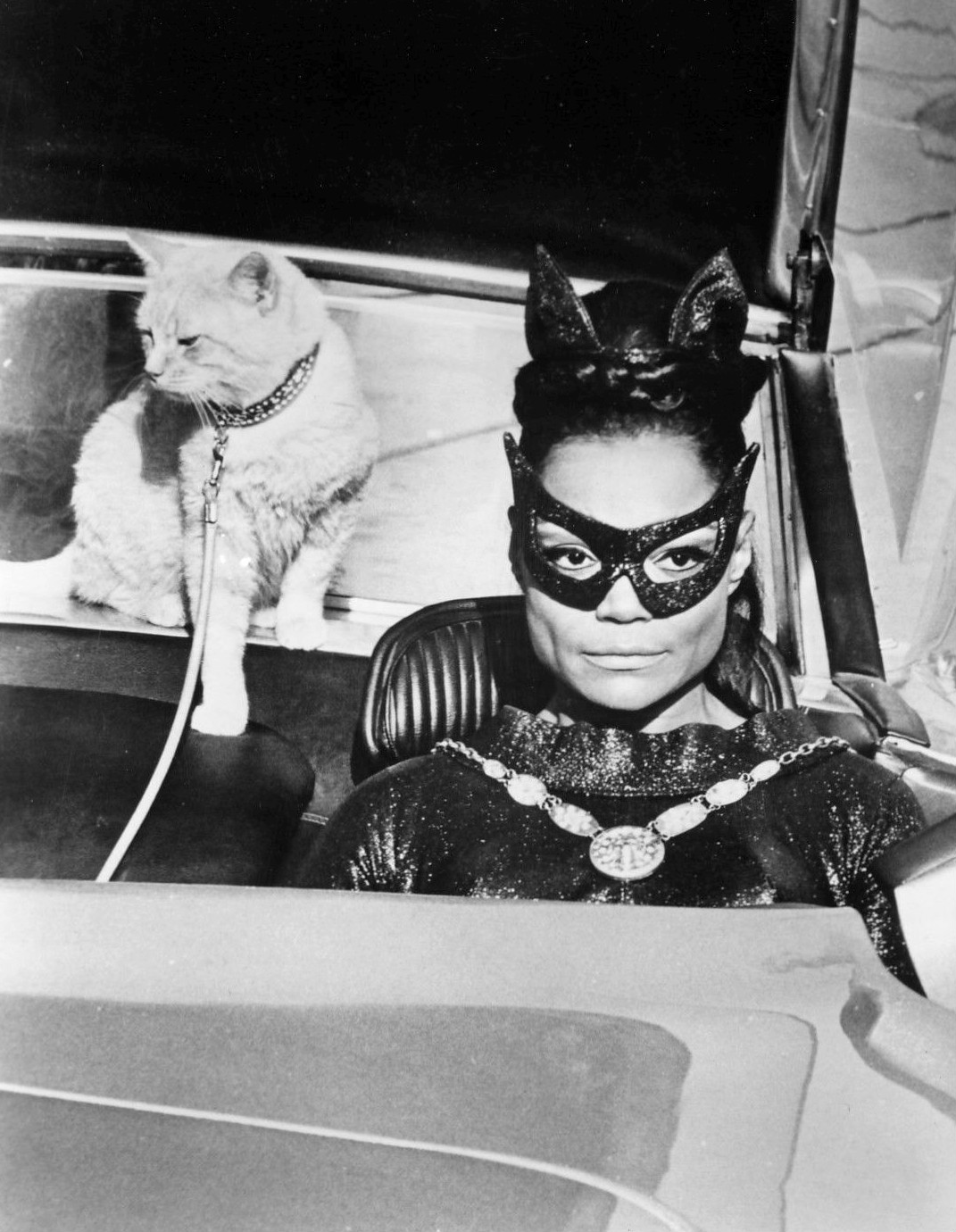
Eartha Kitt dans le rôle de Catwoman dans la série télévisée Batman, en 1967.

Eartha Kitt est une enfant née d'un viol. Un homme blanc, dont on ne connait pas l'identité, viole sa mère, Annie Mae Keith, une jeune fille d'ascendance afro-américaine et cherokee, alors âgée de 14 ans.
Sa mère et son beau-père, William Kit, sont des métayers pauvres. Ses parents lui donnent le prénom de Eartha pour remercier la terre (earth) de la bonne récolte précédant sa naissance. Eartha subit deux abandons successifs : son beau-père quitte sa famille, puis le nouveau compagnon de sa mère force celle-ci à la placer chez des parents alors qu'elle a six ans. Elle et sa demi-sœur Anna Pearl participent aux récoltes de coton, font la cuisine et du jardinage pour payer leurs frais de garde,.
Après bien des tribulations, à ses huit ans, elle est recueillie par sa tante Mamie Lue Riley dans le quartier italo-portoricain de Harlem à Manhattan,.

### Carrière
Elle travaille en 1943 avec la troupe de danse de Katherine Dunham et fait des tournées au Mexique, en Amérique du Sud et en Europe. Elle quitte la troupe et s'installe à Paris pour être chanteuse de cabaret (notamment au Bœuf sur le toit) et commence à se faire un nom. La jeune femme créole, qui maîtrise parfaitement le français, à l'enfance malheureuse, persévère et devient une vedette internationale réputée dès les années 50,  pour son élégance et sa sensualité. 
En 1950, elle est choisie par Orson Welles pour incarner Hélène de Troie dans Time runs, une adaptation du Docteur Faustus de Christopher Marlowe. L'accueil critique est excellent et Eartha tourne en Allemagne et en Turquie. De retour en Amérique, elle accède à la popularité en jouant dans New faces of 1952, une revue à Broadway, et en sortant ses premiers disques.
Artiste polyvalente à la voix rauque et suave, elle a chanté dans dix langues différentes et s'est produite dans une centaine de pays. En 1953, Eartha Kitt enregistre à New York ses deux plus grands succès avec l'orchestre d'Henri René (en) : C'est si bon le 13 mars et Santa Baby (en) le 5 octobre. En 1954-55, elle est applaudie dans la comédie musicale « Mrs. Patterson » à Broadway puis, en 1957, elle joue au cinéma avec Sidney Poitier dans The Mark of the hawk. En 1967, elle personnifie le personnage de Catwoman dans la populaire série télévisée Batman.
En 1968, elle crée un malaise lors d'un déjeuner organisé à la Maison Blanche par la Première dame, Lady Bird Johnson, en se prononçant contre la guerre du Viêt Nam. Cet incident l'ayant mise à l'index aux États-Unis, elle est contrainte de poursuivre sa carrière à l'étranger jusqu'en 1974. Dans les années 1980, ses tubes font le tour de la planète : « Where Is My Man » (1983), « I Love Men » (1984), « This Is My Life » (1986) et « I Don't Care » (1986).

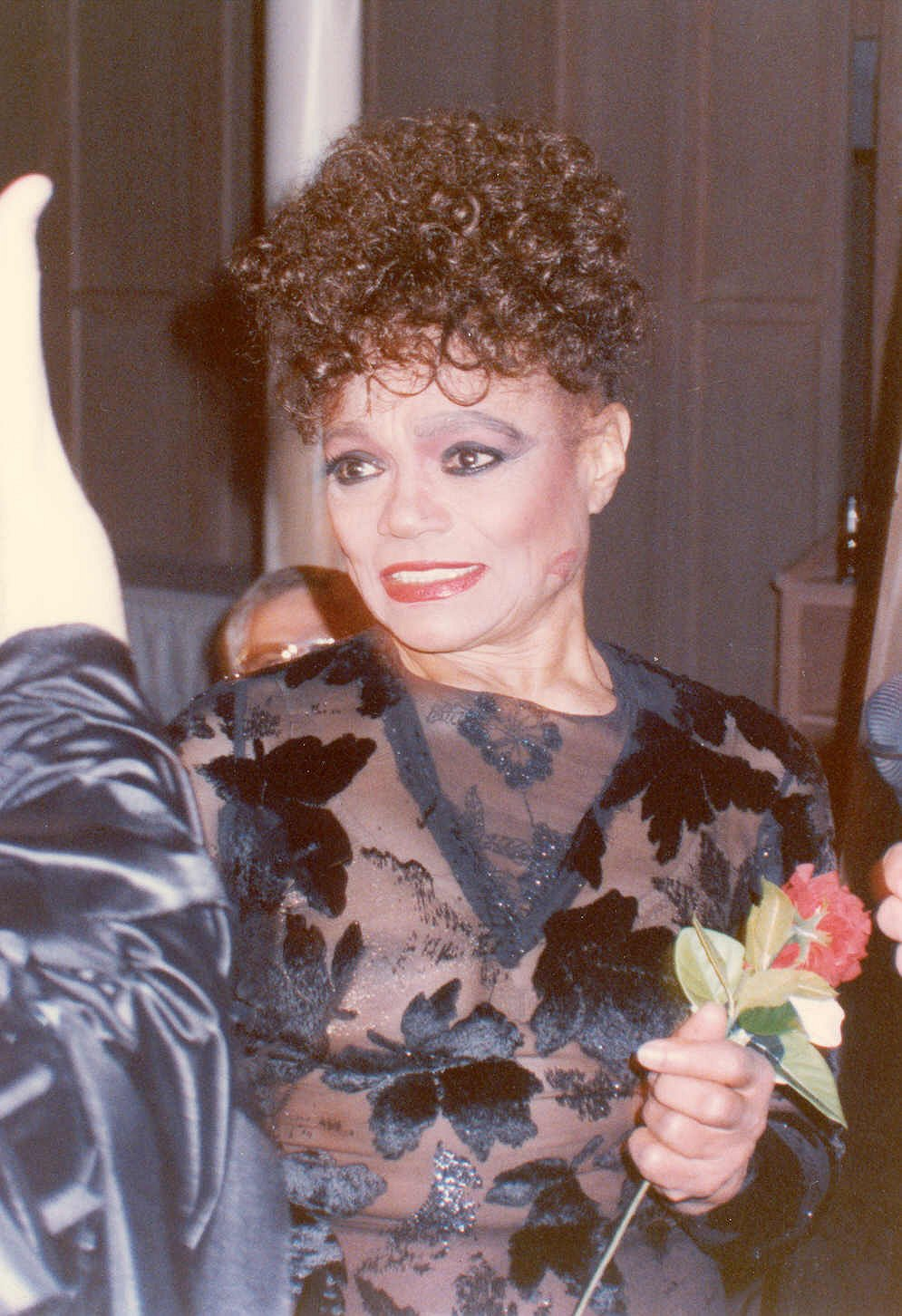
Eartha Kitt en 2006.

En 1996, elle déclarait à l'Associated Press : « Les spectacles sont presque tous devenus fades. Leur réussite dépend des gadgets et des lumières. Aujourd'hui, vous n'avez pas besoin d'avoir du talent pour avoir du succès. Je pense que nous devions avoir quelque chose à offrir, si nous voulions que notre valeur soit reconnue et récompensée. » Cette même année, elle apparaît dans l'épisode « Escapade à Paris » (A Pup in Paris) de la sitcom Une nounou d'enfer (The Nanny) où elle chante C'est si bon.
Sa dernière apparition sur les scènes de Broadway remonte à fin 2006.

### Vie privée
Le jeudi 25 décembre 2008, elle meurt à l'âge de 81 ans des suites d'un cancer du côlon chez elle à Weston dans le Connecticut après une hospitalisation au NewYork–Presbyterian Hospital,,,.
Après ses funérailles, sa dépouille est incinérée, ses cendres sont enterrées dans une fontaine pour oiseaux dans un endroit tenu secret.

## Engagements sociaux
(mai 2019).
Le contenu est difficilement compréhensible vu les erreurs de traduction, qui sont peut-être dues à l'utilisation d'un logiciel de traduction automatique.
Eartha Kitt se montre active pour un grand nombre de causes sociales dans les années 50 et 60. C'est ainsi qu'elle fonde la Kittscille Youth Foundation, une organisation à but non lucratif destinée à aider les enfants défavorisés du quartier de Watts à Los Angeles. Elle s'implique également avec un groupe de jeunes d'Anacostia, dans la banlieue de Washington, appelé Rebels with a cause (Rebelles avec une cause). Elle aide le groupe à nettoyer les rues et à créer des zones de loisir afin d'éloigner les jeunes des problèmes, et témoigne avec eux devant le Comité de l'éducation et du travail du Sous-comité général de la Chambre pour l'éducation.
Eartha Kitt était également membre de la Ligue internationale des femmes pour la paix et la liberté. Ses critiques de la guerre du Viêt Nam, son implication contre la pauvreté, et ses prises de position quant aux émeutes raciales de 1968 peuvent être considérées comme faisant partie d'un large engagement au-delà du militantisme pour la paix . 
Comme un certain nombre de personnalités politiques de son époque, Eartha Kitt était sous surveillance de la CIA à partir de 1956. Après la découverte de son dossier de la CIA par le New York Times en 1975, elle autorise le journal à imprimer certaines parties du rapport, en déclarant : « Je n'ai rien à craindre et je n'ai rien à cacher ».

Eartha Kitt devint plus tard une ardente défenseure des droits LGBT et soutint publiquement le mariage entre personnes du même sexe, qu'elle considérait comme un droit civil : « Je soutiens le [mariage gay] parce que nous demandons la même chose. Si j'ai un partenaire et que quelque chose m'arrive, je veux que ce partenaire profite des avantages de ce que nous avons récolté ensemble. C'est une affaire de droits civils, n'est-ce pas ? ». Elle a ainsi participé à de nombreuses manifestations de financement en faveur des communautés LGBT, notamment à un important événement organisé à Baltimore avec George Burns et Jimmy James . Scott Sherman, agent chez Atlantic Entertainment Group, a déclaré : « Eartha Kitt est fantastique... apparaît dans de nombreux événements LGBT pour défendre les droits civils ». Dans une entrevue avec le Dr Anthony Clare en 1992, Kitt évoque ses fans homosexuels selon les termes suivants :
Nous sommes tous des personnes rejetées, nous savons ce que c'est que c'est d'être rejetés, nous savons ce que c'est que d'être opprimés, déprimés et ensuite accusés, et je suis très consciente de ce sentiment. Rien dans le monde n'est plus douloureux que le rejet. Je suis une personne rejetée, opprimée et je les comprends donc du mieux que je peux, même si je suis hétérosexuelle. 

## Prix et distinctions
En 2007 et 2008, elle remporte deux Emmy Awards de la meilleure interprète dans un programme d'animation pour « The Emperor's New School ». Elle remporte un troisième Emmy à titre posthume en 2010 pour sa performance dans « The Wonder Pets ».

## Revues musicales et comédies musicales
- 21 mai 1945 - 26 mai 1945 : Blue Holiday, chorégraphie de Katherine Dunham, 6 représentations données au Belasco Theatre de Broadway[19],[20],
- 27 septembre 1945 - 27 octobre 1945 : Carib Song, chorégraphie de Katherine Dunham, 36 représentations données à l'Adelphi Theatre[21],[20],
- 7 novembre 1946 - 22 décembre 1946 : Bal Negre, chorégraphie de Katherine Dunham, 52 représentations données au Belasco Theatre de Broadway[20],[22],
- 16 mai 1952 - 28 mars 1953 : New Faces of 1952 (en) de Mel Brooks et Sheldon Harnick sous la direction de Leonard Sillman (en), 365 représentations dans les théâtres de la Shubert Organization[20],[23],
- 1er décembre 1954 - 26 février 1955 : Mrs. Patterson, de Charles Sebree (en) et Greer Johnson, 101 représentations données au National Theater (Manhattan) (en)[20],[24],
- 13 avril 1957 - 25 mai 1957 : Shinbone Alley (en), de Joe Darion, Mel Brooks et George Kleinsinger (en), 49 représentations données au Broadway Theatre[20],[25],
- 5 décembre 1959 - 12 décembre 1959 : Jolly's Progress, de Lonnie Coleman (en), 9 représentations données au Longacre Theatre de Broadway[20],[26],
- 1er août 1967 - ? : Peg, de Johnny Brandon (en) et Robert Emmett, au Theatre at Westbury (en) de New York[27],
- 1er mars 1978 - 10 septembre 1978 : Timbuktu! de George Forrest et Robert C. Wright, sur une musique d'Alexandre Borodine, George Forrest et Robert C. Wright, 221 représentations données au Mark Hellinger Theatre de Broadway[20],[28],
- 16 septembre 1980 - 20 octobre 1980 : Cowboy and the Legend, de Benjamin Bradford, Hal Hester et Chandler Warren au Burt Reynolds Dinner Theater (Maltz Jupiter Theatre (en) de Jupiter en Floride[29],
- 21 juillet 1987 - 4 février 1989 : Follies de Stephen Sondheim et James Goldman, 644 représentations données au Shaftesbury Theatre de Londres[30],
- 1er mai 1998 - ? : The Wizard of Oz (1987 musical) (en), de Harold Arlen et E.Y. Harburg, 30 représentations données au Madison Square Garden de New York[31],
- 13 avril 2000 - 11 juin 2000 : The Wild Party (LaChiusa musical) (en), de Michael John LaChiusa et George C. Wolfe, 68 représentations données au Virginia Theatre de New York[20],[32],
- 10 avril 2003 - 14 décembre 2003 : Nine, de Maury Yeston et Arthur Kopit, 283 représentations données à l'Eugene O'Neill Theatre de Broadway[20],[33],
- 12 novembre 2004 - 21 novembre 2004 : Cinderella, de Richard Rodgers et Oscar Hammerstein II, représentations données au New York State Theatre (David H. Koch Theater)[34],
- 31 octobre 2006 - 3 décembre 2006 : Mimi le Duck (en), de Diana Hansen-Young (en) et Brian Feinstein, représentations données au New World Stages (en) de New York[35].

## Filmographie

### Cinéma
- 1948 : Casbah : Débuts, non créditée au film
- 1958 : St.Louis Blues : Gogo Germaine
- 1989 : Erik le Viking : Freya
- 1992 : Boomerang : Lady Eloise
- 1993 : Fatal Instinct : la juge
- 1996 : Harriet la petite espionne : Agatha Plummer
- 1998 : I Woke Up Early the Day I Died
- 1998 : The Jungle Book: Mowgli's Story : Bagheera (voix)
- 2003 : La Morsure du lézard : Madame Zeroni

### Télévision
- 1967 : Batman (Catwoman)
- 1967 : Mission Impossible (épisode 27 : « Le traître »)
- 1973 : Poigne de fer et séduction (épisode 18 de la saison 2 : « Dépression nerveuse »)
- 1978 : To Kill a Cop de Gary Nelson
- 1996 : Une nounou d'enfer (épisode 27 de la saison 3 : « Escapade parisienne »)
- 2010 : Il était une fois à Springfield (épisode 10 de la saison 21 des Simpson)

### Doublage
- 2000 : Kuzco, l'empereur mégalo (The Emperor's New Groove) de Mark Dindal : Yzma
- 2005 : Kuzco 2 : Yzma

## Théâtre
- 1950 : Eartha Kitt tient le rôle d'Hélène de Troie dans Time Runs, adaptation de la pièce de théâtre La Tragique Histoire du docteur Faust de Christopher Marlowe, sous la direction d'Orson Welles dont la première est donnée à New York[36].

## Dans la culture populaire
- Dans la série télévisée Community, Pierce Hawthorne mentionne à plusieurs reprises avoir eu des relations sexuelles avec elle (saison 3, épisode 4).
- Dans RuPaul's Drag Race, son personnage a été incarné trois fois dans le jeu de rôle « Snatch game ».